# Watertown (Tennessee)
Watertown – miasto w Stanach Zjednoczonych, w stanie Tennessee, w hrabstwie Wilson.